# 山元峯生
山元 峯生（やまもと みねお、1945年（昭和20年）7月22日 - 2010年（平成22年）1月28日）は日本の実業家。全日本空輸（全日空）代表取締役社長、副会長を歴任。

## 人物
1970年4月、京都大学法学部卒業後、全日本空輸入社。
客室や法務、人事など幅広く経験。2003年度からの人件費構造改革では労務担当として大橋洋治社長を支えた。
2005年4月に社長就任。前任の大橋社長は推し進めたリストラ策を引き継いで、コスト削減や高価格帯サービスの訴求（スーパーシートプレミアム）、アジア路線を中心とした国際線の増強などを進め、ライバルの日本航空を上回る収益体質を固めた。またグループのシンクタンクで、新サービスの提案を研究・開発を担うANA総合研究所を創設。2009年4月、副会長に退く。
2010年1月29日、呼吸不全により死去。64歳没。叙正四位、旭日重光章追贈。

## 来歴
- ラ・サール高等学校卒業
- 1970年3月 京都大学法学部卒業
- 1970年4月 全日本空輸入社
- 1999年4月 社長室長
- 1999年6月 取締役社長室長
- 2003年4月 代表取締役副社長執行役員
- 2005年4月 代表取締役社長
- 2009年4月 代表取締役副会長
- 2010年1月 死去